# ジェームズ・フライ
ジェームズ・フライ（James Frey、1969年9月12日 -）は、アメリカ合衆国の作家、脚本家、映画監督、映画プロデューサー。2003年に出版された「A Million Little Pieces」で知られる。

## 来歴
作家になる前は、シカゴ周辺で働いていた。その後、カリフォルニア州ロサンゼルスに引っ越し、脚本家、映画監督、映画プロデューサーとして活動を始める。1996年の春から、「ア・ミリオン・リトル・ピーシーズ」（原題「A Million Little Pieces」）という本の執筆を始める。本の内容は、かつてミネソタ州のリハビリ施設で薬物依存症とアルコール依存症の治療を受けていた頃の体験を綴ったものだった。しかし、フライ自身は薬物やアルコールの依存症に陥ったことも、交通事故を起こしたことも、リハビリ施設に入ったこともなかった。
この本は、2003年4月に「ノンフィクション」の自伝小説として出版された。この本は通販サイトAmazon.comのレビューの書き手が選ぶ2003年度の本に選ばれた。
2004年には「マイ・フレンド・レナード」（原題「My Friend Leonard」）の執筆を開始し、この本は2005年6月に出版した。この本もまたAmazon.comで高く評価され、2005年度の本の中で5位にランクされた。
2005年9月に放送された「オプラ・ウィンフリー・ショー」において、オプラズ・ブック・クラブという本を紹介する企画の中で、オプラ・ウィンフリーから紹介された。オプラ・ウィンフリー・ショーはアメリカでは極めて知名度が高い番組であり、この番組で紹介された本の多くはベストセラーになっている。
2006年1月8日にThe Smoking Gunというサイトにおいて、「A Million Little Lies: Exposing James Frey's Fiction Addiction」という記事が投稿され、「ア・ミリオン・リトル・ピーシーズ」の内容が、警察などの記録と大きく違うと報道された。
同年1月26日に、本を紹介したオプラ・ウィンフリーに彼女の番組に招かれ、事実を問いただされた。こうした説明に対し、事実を多少変更して書いたことは認めた。
2007年に「ブライト・シャイニー・モーニング」（原題「Bright Shiny Morning」）の執筆を開始し、この本は2008年5月に出版された。

## 作品

### 著作
| 原題                    | 原典出版年    | 原典出版社       |
| ----------------------- | ------------- | ---------------- |
| A Million Little Pieces | 2003年4月15日 | ダブルデイ       |
| My Friend Leonard       | 2005年6月16日 | Riverhead Books  |
| Bright Shiny Morning    | 2008年5月13日 | ハーパーコリンズ |

### 脚本
| 作品名                      | 放映年        |
| --------------------------- | ------------- |
| Sugar: The Fall of the West | 1998年        |
| Kissing a Fool              | 1998年2月27日 |